# Departamento de Mvila
Mvila es un departamento de la región Sur de Camerún. En noviembre de 2005 tenía una población censada de 179 429 habitantes.
Está formado por los siguientes municipios:
- Biwong-Bane 13,151
- Biwong-Bulu 12,867
- Ebolowa I 40,538
- Ebolowa II 55,957
- Efoulan 8,905
- Mengong 17,222
- Mvangan 16,114
- Ngoulemakong 14,675